# 中国铁路工程集团
中国铁路工程集团有限公司（英語：China Railway Engineering Corporation，缩写：CREC、CRECG），简称中铁工，是中华人民共和国一家主要從事建筑工程，相关工程技术研究、勘察、设计、服务与专用设备制造以及房地产开发经营的特大型中央企业。

## 歷史
中国铁路工程集团的前身是铁道部基本建设总局。

### 成立初期
1950年，中华人民共和国铁道部成立不久，铁道部工程总局和铁道部设计总局分別成立。隨後1953年铁道部又成立鐵道部新建鐵路工程總局武漢大橋工程局，統籌興建武漢長江大橋。建立初期，工程总局被點名批評，例如在1955年国务院副总理兼财政部长李先念在全国人民代表大会會議上發表国家决算和国家预算的報告，批評工程总局在1954年年度停工旷工共达970,000余工日，严重造成损失和浪费。
1958年，铁道部實施部門重組，合併工程总局和设计总局，成立铁道部基本建设总局、铁道部大桥工程局等，後者收納铁道部专业设计院大桥设计处為下級機構，成為大桥局勘测设计处的一部分。此外，部分设计总局旗下的設計事务所，已於1957年合併為铁道部专业设计院。
由1950年至1990年共40年，铁道部基本建设总局（以及前身工程总局）一直以总局級政府部門運作。

### 1990—2000年代：公司化
1989年6月，铁道部印发《关于成立中国铁路工程总公司的决定》（铁劳〔1989〕68号），决定組建中國鐵路工程總公司（簡稱：中鐵工、中铁工程）。1990年，中铁工在国家工商行政管理总局註冊。作为全民所有制企业，實行总经理负责制，及後作為董事会试点企业，在2006年設立董事會及董事長職位，石大华成為首任董事長，兼任中鐵工党委书记。根據一篇中鐵工、中国中铁董事长李长进的專訪，李認為1990年代中鐵工的「企业主体地位并没有完全落实，与所属成员企业定位不明、职能不清、管理机制不畅，仍然带有浓厚的行政色彩」。現時子公司中國中鐵設有股東會，但中鐵工作為国有独资公司，沒有股東會。但中鐵工、中國中鐵現時均設有監事會，而中鐵工、中國中鐵分別有職工董事及獨立董事。
而同業競爭對手鐵道兵於1984年亦短暫歸入铁道部，及後成為铁道部旗下的中国铁道建筑总公司（簡稱：中铁建）的一部分。雖然，铁道部基本建设总局與鐵道兵（與後繼機構中铁建）亦有淵源，例如鐵道兵副司令員彭敏曾經協助創立鐵道部新建鐵路工程總局武漢大橋工程局，並成為首位局長。在1960年代亦曾擔任铁道部基本建设总局局長一職。2010年代，中鐵工前党委书记張宗言，亦曾在中铁建擔任要職:39。而中鐵建的中铁第一勘察设计院，曾經是中鐵工的下級機構。
2000年，中央人民政府進一步實行政企分離。中鐵工、中铁建脫離铁道部，改由中共中央大型企业工作委员会管理。2003年，隨著国务院国有资产监督管理委员会（国务院国资委）成立，中鐵工、中铁建歸由国务院国资委管理。
2001年，子公司中铁二局集团旗下的中铁二局股份有限公司成為上市公司，時間上比中鐵工整體上市更早。
2005年，国务院办公厅公佈《第二批实施分离办社会职能工作的中央企业名单》，中鐵工在名單之列，需要分離例如學校、醫院等副業，以及公安、检察、法院等职能单位。

### 2010年代：轉型控股公司、子公司上市
2007年，中鐵工將主業整體上市，建築工程由上市子公司中國中鐵股份有限公司及其二級子公司經營。中鐵工改為投資控股公司。中鐵工將當時擁有中鐵一局、二局、三局、四局、五局、六局、七局、八局、九局、十局、大桥局、隧道局、中國海外工程有限責任公司、二院、工程設計諮詢集團等等，以及三院30%股權，轉讓至中國中鐵。在上市前夕，截至2006年12月31日，中鐵工擁有總資產1,408億元，淨資產169億元，淨利潤11億元。
2009年，中铁工又轉讓部分中國中鐵持股（4.675億股）予全国社会保障基金。截至2009年12月31日，4.675億股中國中鐵等於2.20%中國中鐵股權。
2014年，中鐵工與子公司中國中鐵共同創立中铁财务。中鐵工佔股5%。2015年及2018年，中鐵工都參與了中铁财务的增資。
2017年，傳出中鐵工有意收購1MDB部分資產，但交易最終告吹。
2017年6月，中华人民共和国审计署發表報告，認為中鐵工2015年的年度報告、財務報表出現多項問題。2018年，审计署再次开展专项审计调查。
2017年12月中鐵工改制，由全民所有制工業企業改制为国有独资有限公司，改名中国铁路工程集团有限公司，仍為国务院国有资产监督管理委员会履行出资人职责的中央企业。
2018年6月，诚通金控、国新投资與其他投資者，參與了中國中鐵的子公司的債轉股，變相進一步出售旗下公司的控制權。於同年8月，中鐵工，中國中鐵又宣佈股換股。中國中鐵會向前述小股東回購子公司的股份，分薄中鐵工的股權比例。交易於2019年9月完成。
2018年7月，中鐵工又將部分中國中鐵持股（約4.249億股），无偿划转予央企诚通金控、国新投资。完成交易後中鐵工只持有中國中鐵50.67%股權（A/H股一併計算）。此前（截至2017年12月31日）中鐵工的持股，佔中國中鐵股本約54%:9-11, 53。

## 歷任首長
最後更新：2019年2月
| 年份                  | 姓名   | 職稱                  | 党委书记姓名  | 備註 |
| --------------------- | ------ | --------------------- | ------------- | --- |
| 1952年                | 刘建章 | 新建铁路工程总局局长, |               | |
| 1962年6月至1963年6月  | 彭敏   | 局長                  |               | 彭敏原為铁道部大桥工程局局長，1960年升任铁道部基本建设总局副局长，後升任局长（李軒則接任副局长），1963年被免職，改任其他部門，再升任為铁道部副部长                                       |
| 1985年                | 蒋才兴 | 基建总局局长          |               | |
| 1996至1998年11月      | 秦家铭 | 总经理                |               | |
| 1998年11月至2006年9月 | 秦家铭 | 总经理                | 石大华 (兼任) | 石大华在2002年12月至2006年9月兼任中铁工副总经理 |
| 2006年9月至2007年9月  | 石大华 | 董事長                | 石大华 (兼任) | 李长进在2006年9月至2007年9月為中鐵工總經理和黨委副書記 |
| 2007年9月至2010年6月  | 石大华 | 董事長                | 李长进 (兼任) | 石大华在2007年9月至2010年6月兼任中铁工总经理、党委副书记、中國中鐵董事長、党委书记； 李长进在同期兼任中铁工董事及中國中鐵执行董事、总裁、党委副书记                                      |
| 2010年6月至2014年1月  | 李長進 | 董事長                | 白中仁 (兼任) | 李長進在2010年6月至2013年3月兼任中鐵工總經理；2010年6月至2016年11月兼任中鐵工黨委副書記；2010年6月至今兼任中國中鐵董事長、黨委書記:39 在任內白中仁兼任中國中鐵總裁，2014年在任內自殺身亡 |
| 2014年1月至3月        | 李長進 | 董事長                |               | 李長進在2014年1月至3月代行中國中鐵總裁職責:39 |
| 2014年3月至2015年7月  | 李長進 | 董事長                | 戴和根 (兼任) | 在任內戴和根兼任中國中鐵總裁；2015年7月調任中国铁路物资集团总公司 |
| 2015年7月至2016年11月 | 李長進 | 董事長                | 張宗言 (兼任) | 2015年7月至今張宗言兼任中國中鐵總裁:39 |
| 2016年11月至今        | 李長進 | 董事長                | 李長進 (兼任) | 2010年6月至今李長進兼任中國中鐵董事長、黨委書記:39 |

## 外部連結
- . 中国铁路工程总公司信息中心. 2006年 [約]  [2019-02-24]. （原始内容存档于2007-12-20）.